# Christoph Gudermann
Christoph Gudermann (ur. 25 marca 1798 w Vienenburgu, zm. 25 września 1852 w Münsterze) – niemiecki matematyk znany z wprowadzenia do matematyki funkcji specjalnej zwanej współcześnie gudermanianem, a także pojęcia zbieżności jednostajnej.

## Życiorys
Christoph Gudermann był synem nauczyciela szkolnego. Ukończywszy studia na Uniwersytecie w Getyndze, a następnie Uniwersytecie Berlińskim otrzymał stanowisko nauczyciela (1822). Promotorem Gudermanna był sam Carl Friedrich Gauss. W roku 1823 Gudermann rozpoczął pracę nauczycielską w gimnazjum w Kleve, następnie (1832) przyjął stanowisko profesora matematyki w ówczesnej akademii teologiczno-filozoficznej w Münsterze. Tamże spotkał młodego Karla Weierstrassa, który został jego uczniem. Tematem nauczania były między innymi funkcje eliptyczne, co stanowiło nowość na skalę światową. Innym istotnym obszarem badań Gudermanna była geometria sferyczna.

## Prace
- Grundriß der analytischen Sphärik, Köln, DuMont-Schauberg, 1830.
- Lehrbuch der Niederen Sphärik, 1836.
- Die Theorie der Potentialfunctionen, 1832.
- Modularfunctionen und Modularintegrale, 1844.